# Bošilecký rybník
Bošilecký rybník je považován za nejstarší z tzv. hlavních, neboli kaprových rybníků na třeboňském panství. Celková plocha Bošileckého rybníka je dnes 200 ha. Je obhospodařován společností Rybářství Třeboň. Spolu s níže ležícím Horusickým rybníkem patří k nejvýznamnějším rybníkům na Třeboňsku.

## Historie
Jeho existence je spolehlivě doložena již v roce 1355, i když patrně ne v současné rozloze. Za husitských válek došlo k poškození rybníka prokopáním hráze. Smlouvou mezi Oldřichem II. z Rožmberka a Janem Malovcem z Pacova z roku 1430 byl opět obnoven. Stalo se tak na Malovcovy náklady, ten poté rybník osadil rybami. Oldřich mu za to slíbil, že po prvním výlovu dostane Malovec tolik ryb, kolik nasadil, a o zbytek se oba podělí rovným dílem.
Bošilecký rybník neměl velké pramenné přítoky a napájel se pouze dešťovou vodou, sice z dost rozsáhlé oblasti, nicméně v dobách sucha se napouštěl jen zdlouhavě, vysychal, voda se kazila a ryby lekaly. Tento problém vyřešila roku 1520 Zlatá stoka, kterou v letech 1508-1520 postavil Štěpánek Netolický. Umělé napájení umožňovalo zvyšovat hladinu rybníka, což na druhé straně působilo škody na pozemcích přiléhajících k rybníku, které byly zaplavovány.
Bošilecký rybník byl často letněn. Když byl rybník v létě bez vody a zarostlý trávou, využívali ho hospodáři z Bošilce a Dynína k pasení dobytka nebo k sekání. Právo využívat část rybníka, zvanou chobot, měli potvrzeno dynínští od roku 1527 Janem z Rožmberka. Protože však nebyla jasně vymezená hranice, kde se může pást dobytek dynínský a kde bošilecký, vznikaly spory. Proto byly v roce 1606 za osobní účasti Petra Voka z Rožmberka do dna rybníka vsazeny hraniční kameny, které určily rozsah práv obou vsí.
Za třicetileté války rybník zpustl, ale byl opět obnoven.
Na počátku 19. století opět hrozil rybníku zánik, protože třeboňští správci jej chtěli přeměnit v pole. Od tohoto úmyslu ustoupili. Podle Zákona o normalizaci vodních ploch byl u hráze rybníka v roce 1908 zasazen kovový sloup s vyznačením maximální možné výše vodní plochy, aby se zabránilo zaplavování pozemků přiléhajících k rybníku.

## Vodní režim
Rybník je napájen zejména ze Zlaté stoky od rybníka Kvíčadlo a dále z Bošileckého potoka a jeho přítoku Dynínského potoka. Jeho výpust tvoří 3 litinové trouby o průměru 0,4 m hrazené dřevěnými lopatkami.

## O výlovech
Bošilecký rybník se lovíval jednou za dva roky, a to vždy na Dušičky. Podle staré tradice to bylo proto, aby se rybníkářská chasa mohla účastnit mše. V době mše byl výlov přerušen a chasa se odebrala do bošileckého kostela, který je v těsné blízkosti rybníka. Aby nebyly plašeny ryby v lovišti zvoněním zvonů, dostal farář od rybářů ryby, aby se nezvonilo ve dnech výlovu v bošileckém kostele ranní klekání.

## Ochrana přírody
Na jižním břehu rybníka se nachází přírodní památka Lhota u Dynína.